# سان جيورجيو ألبانيز
سان جورجيو ألبانيز(أربيريشي ألالبانية:مبوزاتي) هي كومونا تابعة لمقاطعة كزنسة في منطقة قلورية جنوب إيطاليا. تعتبر إحدى بلدات أربيريشي في جنوب إيطاليا.

## سكانها
- الكاتب جول(جوليو فاريبوبا)ويعتبر شاعرا أيضا.